# Serveis auxiliars
Els serveis auxiliars són els serveis necessaris per donar suport a la transmissió d'energia elèctrica des dels generadors fins als consumidors, ateses les obligacions de les àrees de control i les companyies elèctriques de transmissió dins d'aquestes àrees de control de mantenir un funcionament fiable del sistema de transmissió interconnectat.
"Els serveis auxiliars són tots els serveis que requereix l'operador del sistema de transmissió o distribució per permetre'l mantenir la integritat i l'estabilitat del sistema de transmissió o distribució, així com la qualitat de l'energia".
Els serveis auxiliars són serveis i funcions especialitzades proporcionades pels actors dins de la xarxa elèctrica que faciliten i donen suport al flux continu d'electricitat, de manera que la demanda d'energia elèctrica es satisfaci en temps real. El terme serveis auxiliars s'utilitza per referir-se a una varietat d'operacions més enllà de la generació i la transmissió que són necessàries per mantenir l'estabilitat i la seguretat de la xarxa. Aquests serveis generalment inclouen el control de potència activa o el control de freqüència i el control de potència reactiva o el control de tensió, en diverses escales de temps. Tradicionalment, els serveis auxiliars han estat proporcionats per grans unitats de producció com ara els generadors síncrons. Amb la integració d'una generació més intermitent i el desenvolupament de tecnologies de xarxes intel·ligents, la prestació de serveis auxiliars s'estén a unitats de generació distribuïda i consum més petites.

## Tipus de serveis auxiliars
Hi ha dues grans categories de serveis auxiliars:
- Relacionat amb la freqüència: Inèrcia, control de freqüència primari com ara la Reserva de Contenció de Freqüència (FCR), control de freqüència secundari com ara la Reserva de Restauració de Freqüència (FRR)
- No relacionat amb la freqüència: control de potència reactiva i tensió i gestió de la congestió

Altres tipus de prestació de serveis auxiliars inclouen:
- reinici del sistema
- programació i enviament
- compensació de pèrdues
- càrrega seguint
- protecció del sistema
- desequilibri energètic

### Control de freqüència
La freqüència elèctrica està directament relacionada amb el balanç de consum i generació de potència activa ({\displaystyle \Delta P=P_{generation}-P_{consume}}) i l'energia rotatòria total ({\displaystyle W_{tot,kin}}) del sistema elèctric síncron. Durant un canvi sobtat de {\displaystyle \Delta P} La freqüència canviarà inicialment (abans de qualsevol acció correctiva) segons l'equació següent:
{\displaystyle {\frac {df}{dt}}={\frac {\Delta P\cdot f}{2\cdot W_{kin}}}}
L'equació es pot reescriure utilitzant la constant inercial normalitzada {\displaystyle H} :
{\displaystyle {\frac {df}{dt}}={\frac {\Delta P\cdot f}{2\cdot H\cdot S}}}
On {\displaystyle S} és l'intercanvi total de potència activa per a tota la xarxa i {\displaystyle H} és la constant d'inèrcia normalitzada del sistema. Un sistema amb una petita quantitat d'energia cinètica rotatòria total serà més sensible a les desviacions en {\displaystyle \Delta P}, ja que la derivada de la freqüència es veurà afectada més significativament.
A mesura que la inèrcia total de les xarxes síncrones disminueix a causa de la creixent integració de fonts de generació renovables, les metodologies i els requisits per permetre que les unitats de generació basades en convertidors controlin la freqüència de la xarxa amb més velocitat i precisió esdevenen més importants.
El control de freqüència fa referència a la necessitat d'assegurar que la freqüència de la xarxa es mantingui dins d'un interval específic de la freqüència nominal. El desajust entre la generació d'electricitat i la demanda provoca variacions en la freqüència, per la qual cosa es requereixen serveis de control per tornar la freqüència al seu valor nominal i garantir que no variï fora de rang.
Si tenim un gràfic d'un generador on la freqüència està a l'eix vertical i la potència a l'eix horitzontal:
{\displaystyle slope=-R={\frac {\Delta f}{\Delta P_{m}}}}
on Pm és el canvi de potència del sistema. Si tenim diversos generadors, cadascun podria tenir el seu propi R. La beta es pot trobar mitjançant:
{\displaystyle \beta ={\frac {1}{R_{1}}}+{\frac {1}{R_{2}}}+...+{\frac {1}{R_{n}}}}
El canvi de freqüència a causa d'un canvi de potència es pot trobar amb:
{\displaystyle \Delta f={\frac {\Delta P_{m}}{\beta }}}
Aquesta simple equació es pot reorganitzar per trobar el canvi de potència que correspon a un canvi de freqüència determinat.

### Control de potència reactiva i tensió
Les càrregues dels consumidors esperen un voltatge dins d'un interval determinat, i els reguladors exigeixen que estigui dins d'un cert percentatge del voltatge nominal (per exemple, als EUA és de ±5%).
L'energia reactiva es pot utilitzar per compensar les caigudes de tensió, però s'ha de proporcionar més a prop de les càrregues que les necessitats reals d'energia (això és degut al fet que l'energia reactiva tendeix a viatjar malament per la xarxa). Tingueu en compte que el voltatge també es pot controlar mitjançant preses de transformador i reguladors de voltatge.

### Programació i enviament
La programació i el despatx són necessaris perquè en la majoria dels sistemes elèctrics l'emmagatzematge d'energia és gairebé zero, de manera que en qualsevol instant, la potència que entra al sistema (produïda per un generador) ha de ser igual a la potència que surt del sistema (demanda dels consumidors). Com que la producció ha de coincidir tan estretament amb la demanda, cal una programació i un enviament acurats.
Normalment realitzats per l'operador del sistema independent o l'operador del sistema de transmissió, ambdós són serveis dedicats al compromís i la coordinació de les unitats de generació i transmissió per tal de mantenir la fiabilitat de la xarxa elèctrica.
La programació es refereix a accions prèvies (com ara programar un generador per produir una determinada quantitat d'energia la setmana següent), mentre que el despatx es refereix al control en temps real dels recursos disponibles.

### Reserves operatives
Com que la producció i la demanda han de coincidir perfectament (vegeu Programació i despatx), les reserves operatives ajuden a compensar la diferència quan la producció és massa baixa.
Una reserva operativa és un generador que es pot enviar ràpidament per garantir que hi hagi prou energia generada per satisfer la càrrega. Les reserves giratòries són generadors que ja estan en línia i poden augmentar ràpidament la seva potència de producció per satisfer els canvis ràpids de la demanda. Calen reserves giratòries perquè la demanda pot variar en períodes de temps curts i cal una resposta ràpida. Altres reserves operatives són generadors que l'operador pot enviar per satisfer la demanda, però que no poden respondre tan ràpidament com les reserves giratòries, i l'emmagatzematge de bateries de la xarxa que pot respondre en desenes de mil·lisegons, generalment més ràpid que fins i tot la reserva giratòria.

## Generació renovable
La integració a la xarxa de la generació renovable requereix simultàniament serveis auxiliars addicionals i té el potencial de proporcionar serveis auxiliars a la xarxa. Els inversors que s'instal·len amb sistemes de generació distribuïda i sistemes solars de teulada tenen el potencial de proporcionar molts dels serveis auxiliars que tradicionalment proporcionen els generadors giratoris i els reguladors de tensió. Aquests serveis inclouen la compensació de potència reactiva, la regulació de voltatge, el control de parpelleig, el filtratge de potència activa i la cancel·lació d'harmònics.  Els aerogeneradors amb generadors de velocitat variable tenen el potencial d'afegir inèrcia sintètica a la xarxa i ajudar en el control de freqüència. El CAISO va provar el sincronvertor del parc eòlic de Tule, de 131 MW, el 2018 i va descobrir que podia realitzar alguns dels serveis de la xarxa de manera similar o millor que els generadors tradicionals. Hydro-Québec va començar a exigir inèrcia sintètica el 2005 com a primer operador de xarxa, exigint un augment temporal de potència del 6% per contrarestar la caiguda de freqüència combinant l'electrònica de potència amb la inèrcia rotacional d'un rotor d'aerogenerador. Requisits similars van entrar en vigor a Europa el 2016.

## Vehicles elèctrics
Els vehicles elèctrics endollables tenen el potencial de ser utilitzats per proporcionar serveis auxiliars a la xarxa, concretament la regulació de la càrrega i les reserves giratòries. Els vehicles elèctrics endollables poden comportar-se com a emmagatzematge d'energia distribuït i tenen el potencial de descarregar energia de tornada a la xarxa mitjançant un flux bidireccional, conegut com a vehicle-a-xarxa (V2G). Els vehicles elèctrics endollables tenen la capacitat de subministrar energia a un ritme ràpid, cosa que els permet utilitzar-los com a reserves giratòries i proporcionar estabilitat a la xarxa amb l'ús creixent de la generació intermitent com l'eòlica i l'energia solar. Segons l'estudi citat a la referència, que va comparar la rendibilitat d'oferir un servei auxiliar de reserva operativa amb les vendes d'energia V2G d'una flota de vehicles, proporcionar un servei de regulació de reserva operativa és més rendible que vendre energia V2G sola. Tanmateix, les tecnologies per utilitzar vehicles elèctrics per proporcionar serveis auxiliars encara no s'han implementat àmpliament, però hi ha molta expectació sobre el seu potencial.